# Moma (fiume)
La Moma (in russo Мома?) è un fiume della Russia siberiana orientale, affluente di destra della Indigirka.
Ha origine dal lago Sisyktjach sul versante settentrionale della catena montuosa degli Ulachan-Čistaj (sistema dei monti Čerskij) e scorre con direzione nord-ovest, in una valle piuttosto stretta compresa fra questi e l'omonima catena montuosa a nord-est. Sfocia nell'Indigirka nei pressi della località di Chonuu.
I principali affluenti sono: Tirechtjach (160 km), Buordach (119 km) e Ėrikit (184 km) dalla sinistra idrografica, Taryn-Jurjach (88 km) dalla destra.
La Moma è gelata, mediamente, da fine settembre/primi di ottobre a fine maggio/primi di giugno.